# آکیهیرو ماچیدا
آکیهیرو ماچیدا، (به ژاپنی: 町田 明広 まちだ あきひろ)، (متولد ۱۹۶۲) مورخ اهل ژاپن و استاد دانشگاه مطالعات بین‌المللی کاندا است. او در تاریخ مدرن ژاپن (دوران اصلاحات میجی و معرفت‌شناسی خارجی)، به ویژه قلمرو ساتسوما در باکوماتسو، تخصص دارد. او به عنوان مدیر انجمن تاریخ احیای میجی خدمت کرده است.